# 吉多·芒温古苏莫
吉多·芒温古苏莫（1886年3月4日—1943年3月8日），另译吉多·曼貢古苏莫、吉多·芒溫古蘇摩，是著名的印度尼西亚独立运动领袖，也是苏加诺的政治导师。他与欧内斯特·道维斯·德克尔和蘇哇地·蘇爾耶寧格拉一起，是颇具影响力的东印度党的三位创始人之一，该党宣传荷属东印度群岛自治的理念。1913年，殖民法庭将该党定性为实施政权颠覆的政党后，他和他的同僚被流放到荷兰。
吉多·芒温古苏莫提倡以东印度为基础的民族主义，而不是爪哇民族主义。与其他爪哇民族主义领袖不同，吉多·芒温古苏莫对民主的信仰一直到他生命的尽头都坚定不移，在他看来，封建爪哇文明的传统特征必须改变。他认为西方教育及其随后的社会和文化错位对于创造革命氛围是必不可少的。他不同意至善社强调重振传统爪哇文明的观点。在1916年的一场辩论中，他说：“爪哇人的心理需要改变到以至于语言都要改变的程度，或者更愤世嫉俗地说，消灭一种语言变得迫在眉睫。只有这样，才有可能在它的废墟上建立另一种语言和另一种文明。”